# 方彬
方彬（1442年—？），字文中，福建興化府莆田縣人，軍籍，明朝政治人物。

## 生平
成化四年（1468年）戊子科福建鄉試第四十四名舉人，八年（1472年）中式壬辰科會試第一百二十七名，二甲第三十六名進士。

## 家族
曾祖方誠卿；祖父方夢鎮；父方道昭。